# Грищенко Валентин Іванович
Валенти́н Іва́нович Гри́щенко (*27 листопада 1928, Харків — † 3 січня 2011, Харків) — український вчений, видатний акушер-гінеколог, кріобіолог, кріомедик, педагог, академік НАН України, доктор медичних наук (з 1964), професор. Академік Академії наук технологічної кібернетики України та Нью-Йоркської академії наук, почесний академік Української стоматологічної академії, почесний член Асоціації репродуктологів «Сім'я», почесний член Індійського кріогенного товариства, Польської академії медичних наук. Лауреат Державних премій СРСР (1986), УРСР (1977), України (2002) в галузі науки та техніки . Заслужений діяч науки і техніки України (1992).

## Біографічні дані
Валентин Грищенко народився в сім'ї відомого лікаря — акушера-гінеколога, професора Івана Грищенка. Трудову діяльність розпочав у військовому 1943 році – кіномеханіком в евакогоспіталі, провідним хірургом якого був його батько . У 1945 році закінчив школу із золотою медаллю  й вступив одночасно у два харківські виші: медичний інститут (ХМІ) і в політехнічний інститут.
У 1951-му закінчив з відзнакою лікувальний факультет ХМІ, тоді вступив до клінічної ординатури відділу акушерства і гінекології Харківського науково-дослідного інституту охорони материнства та дитинства імені Надії Крупської. З 1954-го — молодший, а з 1956-го — старший науковий співробітник. Провадив активну хірургічну діяльність.
З 1957 року працював асистентом, а потім доцентом у ХМІ на кафедрі акушерства і гінекології, під керівництвом професора В. Ф. Матвєєвої. У 1954 році захистив кандидатську, а в 1964-му р. — докторську дисертацію.
Протягом 18 років, з 1965 по 1983 роки Валентин Грищенко був проректором з наукової роботи ХМІ. У 1966 році став професором, а в 1968-му — завідувачем кафедри акушерства і гінекології Харківського державного медичного університету (ХДМУ) .
З 1983 по 2011 роки він очолював Інститут проблем кріобіології та кріомедицини Національної академії наук України.
У 1983 році Валентин Грищенко в м. Харкові організував першу в Україні лабораторію репродукції людини, яка згодом була перетворена в Центр репродукції людини «Імплант» (з 2011 року «Клініка репродуктивної медицини імені академіка В.І. Грищенка» ).
У 2005 році під його керівництвом створено Український науковий медичний центр акушерства, гінекології та репродуктології МОЗ України, який є  навчально-виробничою базою кафедри акушерства і гінекології № 1 ХНМУ. Ця кафедра є опорною й базовою для всіх профільних кафедр України. На базі Харківського акушерсько-гінекологічного центру функціонує створений вченим перший в Україні кріобанк ембріональних клітин, тканин і донорської сперми .

## Наукова та педагогічна діяльність
Сферою наукових інтересів вченого були проблеми репродукції людини. Він першим в Україні почав застосовувати для лікування неплідності допоміжні репродуктивні технології, зокрема штучну інсемінацію спермою чоловіка та донора, екстракорпоральне запліднення. Під його керівництвом були розроблені нові протизаплідні засоби, методи переривання вагітності, лікування ендокринної неплідності лазерним випромінюванням, методами краніоцеребральної гіпотермії, реінфузії автокрові хворих, ультрафіолетового випромінювання та тканинної трансплантації.
Вивчалися проблеми гестозів вагітних, гіпоксії й гіпотрофії плода. Була розроблена система прогнозування за допомогою ЕОМ стану плода при гіпоксії .
Валентин Грищенко провів ряд досліджень, присвячених патогенезу кріоруйнування та кріозахисту ембріональних, гемопоетичних та плідних клітин людини, плаценти, пуповинної крові.
Він брав безпосередню участь у розвитку нового напряму в медицині — застосування низьких температур в акушерстві та гінекології з терапевтичною та лікувальною метою. При цьому був розроблений, зокрема, кріохірургічний метод лікування дисфункціональних маткових кровотеч, ерозій шийки матки.
Розроблений Валентином Івановичем засіб кріоконсервації сперми та ембріонів людини не має аналогів у світовій науці й практиці, він захищений патентами багатьох країн світу. Вивчення можливостей поєднання низьких температур з іншими фізичними факторами (ультразвук, лазер, плазмовий скальпель) дозволило створити нові кріохірургічні методи лікування. Під його керівництвом проводилися дослідження в галузі стовбурових клітин .
Кріоконсервовані фрагменти плаценти, екстракт плаценти та хоріальної тканини застосовують при терапії пацієнтів з цукровим діабетом, для усунення серцевих нападів при ішемічній хворобі, нормалізації артеріального тиску .
Завдяки дослідженням, проведеним під керівництвом Валентина Грищенка у Центрі репродукції людини «Імплант», у м. Харків, в 1990 році був проведений перший в Україні успішний цикл екстракорпорального запліднення (ЕКЗ – зачаття in vitro), в результаті якого 19 березня 1991 року народилася дівчинка Катя.
Академік Грищенко отримав 135 авторські свідоцтва та патенти на винаходи. Автор понад 800 наукових робіт, у тому числі 20 монографій та 8 підручників .
Він підготував 30 докторів і 136 кандидатів медичних та біологічних наук .
У 1979 році Валентина Грищенка обрали членом-кореспондентом, а у 1983 — дійсним членом Національної академії наук України.
Він був редактором редакційного відділу «Акушерство і гінекологія» Великої медичної енциклопедії, членом редакційної колегії журналів «Акушерство и гинекология», «Педіатрія, акушерство та гінекологія», «Міжнародний медичний журнал», головним редактором журналу «Проблеми кріобіології», членом редколегії журналів «Cryobiology», «Cryoletters», «Cell Preservation Technology», головою Наукового товариства з кріобіології та кріомедицини України, заступником голови правління Української асоціації акушерів-гінекологів, членом Міжнародного комітету з материнської смертності, Українського товариства кріохірургів, Всесвітнього товариства кріобіології і кріомедицини, Європейського товариства акушерів-гінекологів, почесним членом Індійського товариства кріогеніки. В 1976–1979 він входив до групи радників Всесвітньої організації охорони здоров'я у справах Спеціальної програми репродукції людини, з 1980 року — експерт ВООЗ.

## Нагороди та премії
- Державні премії УРСР (1977), СРСР (1986), України (2002) в галузі науки та техніки [1]
- премія ім. В. Ф. Снєгірьова АМН СРСР
- премія АН України імені Богомольця
- Заслужений діяч науки та техніки України (1992)
- Орден Жовтневої революції [4]
- Орден «Знак Пошани»
- Орден «За заслуги» (Україна) III ступеня (1997)
- Орден «За заслуги» (Україна) II ступеня (2002)
- Орден князя Ярослава Мудрого V ступеня [4]
- Ювілейна медаль «За доблесну працю»
- Золота медаль Польської академії медичних наук
- У 2001 році міжнародний комітет «European Contrasts Limited» за результатами наукових та практичних досягнень зазначив у номінації та присудив Валентинові Грищенку звання «Керівник XXI століття» з врученням золотої медалі та зарахував його до лідерів Європейського співтовариства ХХІ століття.
- У 2002 році вчений удостоєний міжнародної нагороди «Золотий сувій» в номінації «Керівник року».
- До 80-річчя з дня народження транснаціональна компанія зіркових ресурсів зареєструвала зірку «Академік В. І. Грищенко» [4].